# Episodi di Conflict
La prima e unica stagione della serie televisiva Conflict è andata in onda negli Stati Uniti dal 18 settembre 1956 all'11 giugno 1957 sulla ABC.
| nº | Titolo originale           | Prima TV USA      |
| -- | -------------------------- | ----------------- |
| 1  | Shock Wave                 | 18 settembre 1956 |
| 2  | Condemned to Glory         | 2 ottobre 1956    |
| 3  | The Magic Brew             | 16 ottobre 1956   |
| 4  | Captain Without a Country  | 30 ottobre 1956   |
| 5  | The People Against McQuade | 13 novembre 1956  |
| 6  | Man from 1997              | 27 novembre 1956  |
| 7  | Stranger on the Road       | 11 dicembre 1956  |
| 8  | Silent Journey             | 25 dicembre 1956  |
| 9  | Girl on the Subway         | 8 gennaio 1957    |
| 10 | Blind Drop: Warsaw         | 22 gennaio 1957   |
| 11 | Passage to Maranga         | 5 febbraio 1957   |
| 12 | The Money                  | 19 febbraio 1957  |
| 13 | Capital Punishment         | 5 marzo 1957      |
| 14 | Law vs. Gangster           | 19 marzo 1957     |
| 15 | A Question of Loyalty      | 2 aprile 1957     |
| 16 | Anything for Money         | 16 aprile 1957    |
| 17 | No Man's Road              | 30 aprile 1957    |
| 18 | Pattern for Violence       | 14 maggio 1957    |
| 19 | Execution Night            | 28 maggio 1957    |
| 20 | The Velvet Cage            | 11 giugno 1957    |

## Shock Wave
- Prima televisiva: 18 settembre 1956

### Trama
- Guest star: Scott Brady (Steve), Ted de Corsia (Willis), Kenneth Tobey (Larry)

## Condemned to Glory
- Prima televisiva: 2 ottobre 1956

### Trama
- Guest star: Jorja Curtright, Geoffrey Toone

## The Magic Brew
- Prima televisiva: 16 ottobre 1956

### Trama
- Guest star: Will Hutchins (Ed Masters), Jim Backus (Dandy Summers), Fay Spain (Nancy Meadows), Dani Crayne (Louella Summers), Joi Lansing (Greta Belle Short), Montgomery Pittman (Spud Creighton), Don Beddoe (Bob Thompson), Emory Parnell (sceriffo Bert Meadows), Tom Kennedy (Iron Bob Mills), Harry Seymour (George Harris), Lester Dorr (sindaco Norman Cox), Robert Hover (Joe Turner), Paul Smith (Linc)

## Captain Without a Country
- Prima televisiva: 30 ottobre 1956

### Trama
- Guest star: Jacques Sernas (Peter Scott), Inger Stevens (Lady Arabella)

## The People Against McQuade
- Prima televisiva: 13 novembre 1956

### Trama
- Guest star: Raymond Bailey (giudice Walsh), Dani Crayne (Jackie McQuade), George T. Davis (George T. Davis), James Garner (Jim Curtis), Tab Hunter (Donald McQuade), Chet Stratton (Kennedy)

## Man from 1997
- Prima televisiva: 27 novembre 1956

### Trama
- Guest star: Jacques Sernas (Johnny Vlakoz), Charles Ruggles (Mr. Boyne), Gloria Talbott (Maureen), James Garner (Red), Stacy Harris (Arnie), Don Turner (Bill), John Maxwell (Mr. Chester), Francis De Sales (McKenna), Charlotte Knight (Landlady), Marjorie Bennett (Mrs. B), Madge Blake (Art Gallery Visitor)

## Stranger on the Road
- Prima televisiva: 11 dicembre 1956

### Trama
- Guest star: Will Hutchins, Barton MacLane, Kathleen Nolan

## Silent Journey
- Prima televisiva: 25 dicembre 1956

### Trama
- Guest star: Rico Alaniz (Tomas), Richard Bermudez, Paul Bryar, Rafael Campos (Vince), Edward Colmans (Miguel), Roberta Haynes (Maria), Miguel Ángel Landa, Eugene Mazzola (Jesus Berruezo), Billy Miller, Movita (Mrs. Hernandez), Nestor Paiva (Pancho)

## Girl on the Subway
- Prima televisiva: 8 gennaio 1957

### Trama
- Guest star: James Garner, Murray Hamilton, Joseph Kearns, Charles Ruggles, Natalie Wood

## Blind Drop: Warsaw
- Prima televisiva: 22 gennaio 1957

### Trama
- Guest star: Keith Andes, Raymond Bailey, John Banner, Bella Darvi, Gregory Gaye, Otto Waldis, John Zaremba

## Passage to Maranga
- Prima televisiva: 5 febbraio 1957

### Trama
- Guest star: Rex Reason (capitano Horatio Hornblower), John Alderson, Pepe Hern, Miguel Ángel Landa, Adele Mara (Spanish Lady), Carl Milletaire, Ralph Votrian

## The Money
- Prima televisiva: 19 febbraio 1957

### Trama
- Guest star: June Blair (Blonde), Peggie Castle (Lila Prescott), Andrew Duggan (Michael Austin), John Gallaudet (Robert Terrill), David Janssen (Sid Lukes), Louise Lane (Policewoman), Charles McGraw (Korshak), Charles Meredith (Kelvin Frome), Carlyle Mitchell (Ferguson), Kathleen Nolan (April), John Smith (Jeff Brady)

## Capital Punishment
- Prima televisiva: 5 marzo 1957

### Trama
- Guest star: Edward Binns, Will Hutchins, Rex Reason, Ray Teal

## Law vs. Gangster
- Prima televisiva: 19 marzo 1957

### Trama
- Guest star:

## A Question of Loyalty
- Prima televisiva: 2 aprile 1957

### Trama
- Guest star: Kenneth Alton (Dan Bucci), Dennis Hopper (Ed Novak), Patrick McVey (Warden Keller), Judi Meredith (Frances), Gerald Mohr (dottor Moss), Paul Richards (Lupo)

## Anything for Money
- Prima televisiva: 16 aprile 1957

### Trama
- Guest star: Joanna Barnes (Betty Callister), Margaret Hayes (Eileen Callister), Barton MacLane (Glen Callister), Richard Webb (Madden), Efrem Zimbalist Jr. (Stuart Bailey)

## No Man's Road
- Prima televisiva: 30 aprile 1957

### Trama
- Guest star: Dennis Hopper

## Pattern for Violence
- Prima televisiva: 14 maggio 1957

### Trama
- Guest star: Jack Lord, Meg Randall, Karen Steele

## Execution Night
- Prima televisiva: 28 maggio 1957

### Trama
- Guest star: Audrey Conti, Edmund Lowe, Virginia Mayo, Efrem Zimbalist Jr.

## The Velvet Cage
- Prima televisiva: 11 giugno 1957

### Trama
- Guest star: Joanna Barnes (Laura Ferris), Yvette Duguay, Myron Healey (Steve Bryan), William Joyce, Ken Lynch, John Mylong, Rex Reason (Mark Ferris), Mildred von Hollen